# Semiothisa limbularia
Semiothisa limbularia är en fjärilsart som beskrevs av Jacob Hübner 1818. Semiothisa limbularia ingår i släktet Semiothisa och familjen mätare. Inga underarter finns listade i Catalogue of Life.